# Tatra T4
Tatra T4 est un type de matériel roulant ferroviaire de type tramway, construit par la société tchécoslovaque  ČKD de 1967 à 1987. Il remplace la génération précédente de rames Tatra T3.
Ces rames ont fourni les réseaux de tramways des pays de l'Est. Elles sont déclinées en quatre versions qui correspondent à leur pays de destination : Les rames Tatra T4SU sont destinées à l'Union soviétique, les T4D à l'Allemagne de l'Est, les T4R à la Roumanie et les T4YU  à la Yougoslavie.

## Production
3 509 rames ont été produites entre 1967 et 1987.
|           | Ville       | Années    | T4D   | B4D | T4SU | T4R | T4YU | B4YU | Total |
| --------- | ----------- | --------- | ----- | --- | ---- | --- | ---- | ---- | ----- |
| Allemagne | Dresde      | 1967–1984 | 572   | 250 | 0    | 0   | 0    | 0    | 822   |
| Allemagne | Halle       | 1968–1986 | 323   | 124 | 0    | 0   | 0    | 0    | 447   |
| Allemagne | Leipzig     | 1968–1987 | 597   | 273 | 0    | 0   | 0    | 0    | 870   |
| Allemagne | Magdebourg  | 1967–1986 | 274   | 142 | 0    | 0   | 0    | 0    | 416   |
| Croatie   | Zagreb      | 1976–1983 | 0     | 0   | 0    | 0   | 95   | 85   | 180   |
| Estonie   | Tallinn     | 1973–1979 | 0     | 0   | 60   | 0   | 0    | 0    | 60    |
| Lettonie  | Liepāja     | 1976–1979 | 0     | 0   | 15   | 0   | 0    | 0    | 15    |
| Roumanie  | Arad        | 1974–1981 | 0     | 0   | 0    | 100 | 0    | 0    | 100   |
| Roumanie  | Brăila      | 1978      | 0     | 0   | 0    | 10  | 0    | 0    | 10    |
| Roumanie  | Bucarest    | 1973–1975 | 0     | 0   | 0    | 131 | 0    | 0    | 131   |
| Roumanie  | Galați      | 1978      | 0     | 0   | 0    | 10  | 0    | 0    | 10    |
| Roumanie  | Iaşi        | 1978–1981 | 0     | 0   | 0    | 70  | 0    | 0    | 70    |
| Russie    | Kaliningrad | 1971–1979 | 0     | 0   | 223  | 0   | 0    | 0    | 223   |
| Serbie    | Belgrade    | 1967/1972 | 0     | 0   | 0    | 0   | 22   | 0    | 22    |
| Ukraine   | Lviv        | 1972–1979 | 0     | 0   | 73   | 0   | 0    | 0    | 73    |
| Ukraine   | Vinnytsia   | 1971–1979 | 0     | 0   | 42   | 0   | 0    | 0    | 42    |
| Ukraine   | Jytomyr     | 1977–1979 | 0     | 0   | 18   | 0   | 0    | 0    | 18    |
|           |             | Total     | 1 766 | 789 | 431  | 321 | 117  | 85   | 3 509 |